# George Baker
George Baker (phiên âm từ tiếng Hà Lan: /giooc bêc-cơ/; tiếng Anh: /ʤɔrʤ ˈbeɪkər/) là nhạc sĩ kiêm ca sĩ người Hà Lan, cùng với ban nhạc mang tên ông đã nổi tiếng vì các nhạc phẩm tự sáng tác và tự biểu diễn, trong đó có "Paloma Blanca" (chim câu trắng) và "Little Green Bag" (cái túi xanh nhỏ) thuộc những bản hit quốc tế trong những năm 1970 - 1980. Nhạc phẩm thứ hai (Little Green Bag) được sử dụng làm nhạc mở đầu cho bộ phim Reservoir Dogs nổi tiếng.

## Tiểu sử
- Baker có tên khai sinh là born Johannes "Hans" Bouwens, sinh ngày 8 tháng 12 năm 1944, lúc Thế chiến thứ hai đã đến giai đoạn cuối. Ông là con của một bà mẹ đơn thân sống tại vùng Gravenstraat ở Hoorn.[3] Vài tháng trước khi sinh ra, cha của Bouwens là Peppino Caruso, một cựu quân nhân Ý bị quân phát xít Đức bắt lao động cưỡng bức ở Grosthuizen bị giết khi cố gắng trốn trên đường bị chuyển đến Đức.[4] Cậu bé Bouwens được nuôi dưỡng nhờ mẹ và ông bà ngoại là Willemke Woudstra và Johannes Bouwens (1886–1952), ở Hoorn, đến năm 1957 thì cả nhà chuyển đến Wandelstraat ở Wormerveer phía Bắc Hà Lan.[3]
- Ở đây, cậu bé 14 tuổi đã hát và chơi guitar trong nhóm nhạc "The Jokers" với Bob Ketzers,[5] nhưng sau đó, vì hoàn cảnh gia đình, cậu phải bỏ học và hát để làm công nhân bốc dỡ hàng lên tàu tại bến sông Zaan, rồi trở thành công nhân nhà máy sản xuất nước chanh.[6]
- Đến năm 17 tuổi (năm 1961), Baker thôi làm và chuyển hẳn sang hoạt động âm nhạc, với nghệ danh "Body" và thành lập ban nhạc "Body and the Wild Cats" cùng với Bob Ketzers và anh trai Ruud cũng như Gerrit Bruyn về bass, tất cả những người này đều là công dân Hà Lan ở Wormerveer.[5] Từ đó Baker bắt đầu sự nghiệp âm nhạc của mình.

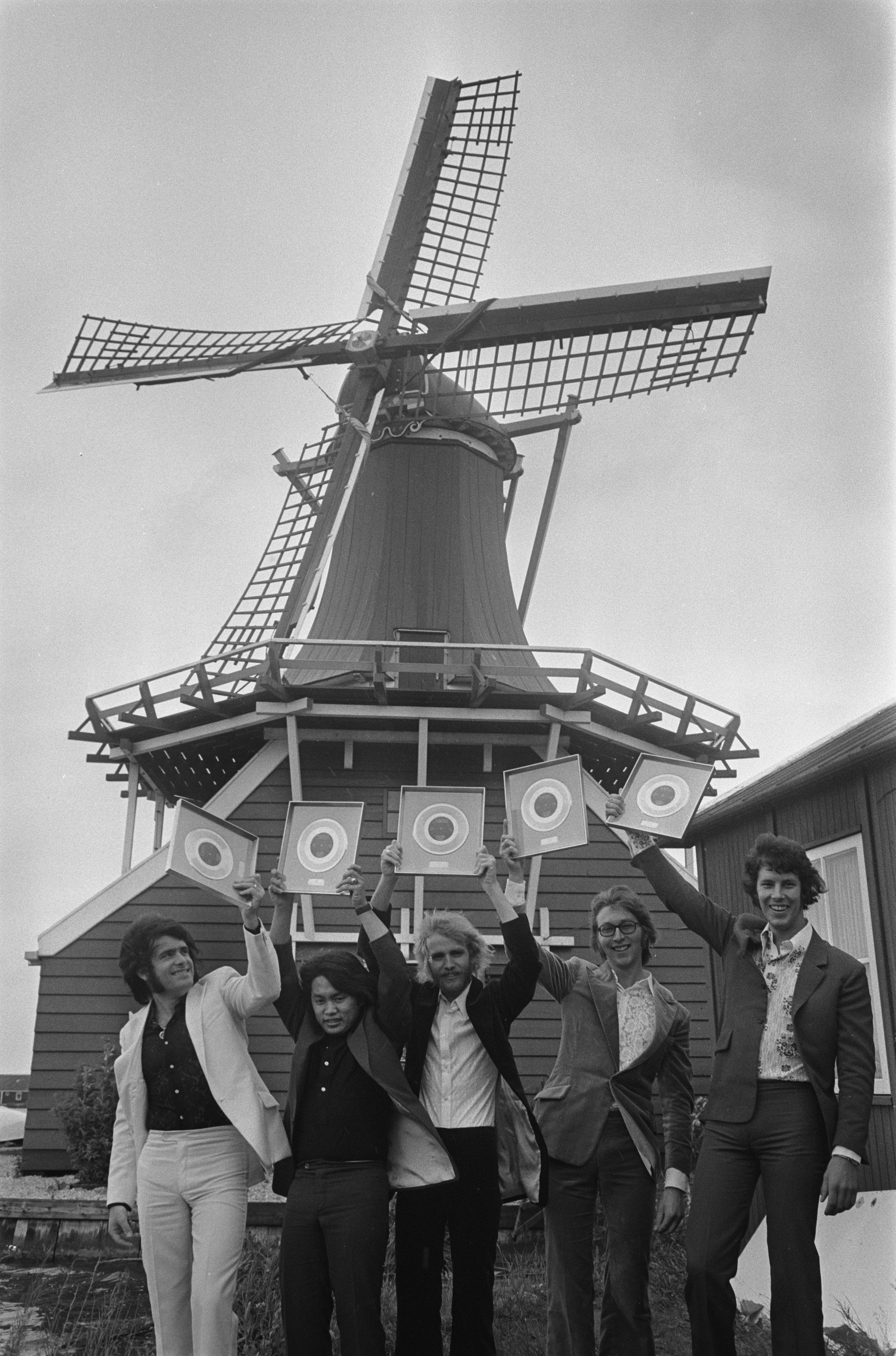
Nhóm nhạc pop Zaanse "The George Baker Selection" nhận kỷ lục phát hành 1 triệu bản. Từ trái sang: George Baker, George Thé, Jan Visser, Jan Hop, Jacques Greuter.

- Năm 1968, ông tham gia ban nhạc "Soul Invention" của Henk Kramer ở Assendelft một thị trấn gần nơi khởi nghiệp,cùng với Job Netten, Henk Kramer, Eric Bardoen, Jacques Greuter, Theo Vermast, Jan Visser và Ton Vredenburg. Ở ban nhạc này ông đã có bài hát "Little Greenback" biểu diễn mùa hè năm 1969 với tiếng tăm đầu tiên. Sau đó, ban nhạc thu âm album đầu tiên vào tháng 9 năm 1969, đồng thời đổi tên thành "The George Baker Selection".[7] Từ đó, tiếng tăm lan rộng và ông với ban nhạc của mình đã có nhiều công diễn cũng như album.

## Các album

### Tuyển chọn của ban nhạc
| Năm  | Tên album                 | Chart Positions | Chart Positions |
| Năm  | Tên album                 | US              | CAN             |
| ---- | ------------------------- | --------------- | --------------- |
| 1970 | Little Green Bag          | —               | —               |
| 1970 | Love in the World         | —               | —               |
| 1972 | Now                       | —               | —               |
| 1974 | Hot Baker                 | —               | —               |
| 1975 | Paloma Blanca             | —               | —               |
| 1975 | A Song for You            | —               | —               |
| 1976 | River Song                | —               | —               |
| 1976 | So Lang die Sonne Scheint | —               | —               |
| 1977 | Summer Melody             | —               | —               |
| 1983 | Paradise Island           | —               | —               |
| 1985 | Santa Lucia by Night      | —               | —               |
| 1987 | Viva America              | —               | —               |
| 1988 | From Russia with Love     | —               | —               |

### Đơn ca
| Năm xuất bản | Tên album                      |
| ------------ | ------------------------------ |
| 1978         | In Your Heart                  |
| 1978         | Another Lonely Christmas Night |
| 1979         | Sing for the Day               |
| 1980         | Wild Flower                    |
| 1981         | The Winds of Time              |
| 1989         | Dreamboat                      |
| 1991         | Love in Your Heart             |
| 1993         | Memories                       |
| 2000         | Flashback                      |
| 2009         | Lonely Boy                     |

### Đĩa đơn
| Năm  | CD                     | Vị trí cao nhất | Vị trí cao nhất | Vị trí cao nhất | Vị trí cao nhất | Vị trí cao nhất | Vị trí cao nhất | Vị trí cao nhất | Vị trí cao nhất | Vị trí cao nhất | Album            |
| Năm  | CD                     | US              | US AC           | US Country      | CAN             | CAN AC          | CAN Country     | NL              | AUS             | NZ              | Album            |
| ---- | ---------------------- | --------------- | --------------- | --------------- | --------------- | --------------- | --------------- | --------------- | --------------- | --------------- | ---------------- |
| 1969 | "Little Green Bag"     | 21              | —               | —               | 16              | —               | —               | 9               | 12              | 15              | Little Green Bag |
| 1970 | "Dear Ann"             | 93              | —               | —               | —               | —               | —               | 2               | 37              | 12              | Little Green Bag |
| 1970 | "I Wanna Love You"     | 103             | —               | —               | —               | —               | —               | —               | —               | —               | Little Green Bag |
| 1973 | "Marie-Jeanne"         | —               | —               | —               | —               | —               | —               | —               | -               | 14              | Non-album single |
| 1974 | "Baby Blue"            | —               | —               | —               | —               | —               | —               | 8               | 29              | 1               | Hot Baker        |
| 1974 | "Cante Libre"          | —               | —               | —               | —               | —               | —               | —               | -               | 19              | Hot Baker        |
| 1975 | "Sing a Song of Love"  | -               | -               | -               | -               | -               | -               | -               | -               | 19              | Non-album single |
| 1975 | "Paloma Blanca"        | 26              | 1               | 33              | 10              | 1               | 36              | 1               | 2               | 1               | Paloma Blanca    |
| 1975 | "Rose Marie"           | —               | —               | —               | —               | —               | —               | —               | 35              | —               | Paloma Blanca    |
| 1975 | "Morning Star"         | —               | —               | —               | —               | —               | —               | —               | -               | 19              | Paloma Blanca    |
| 1978 | "Rosita" (solo artist) | —               | —               | —               | —               | —               | —               | —               | 98              | —               | In Your Heart    |